# Пан (кратер)
Пан (англ. Pan) — метеоритний кратер на Амальтеї — супутнику Юпітера. Близько 100 км у поперечнику й завглибшки 8 км. Його назву затверджено МАСом на честь грецького бога Пана.